# Эванс, Эллис Хамфри
Э́ллис Ха́мфри Э́ванс, более известный под бардическим именем Хед Вин или Хедд Вин (валл. Hedd Wyn 'белый мир', точнее — 'благословенный мир'; 13 января 1887, Trawsfynydd, Гуинет — 31 июля 1917, Ипр, Западная Фландрия) — валлийский поэт, погибший в Первую мировую войну.

## Биография

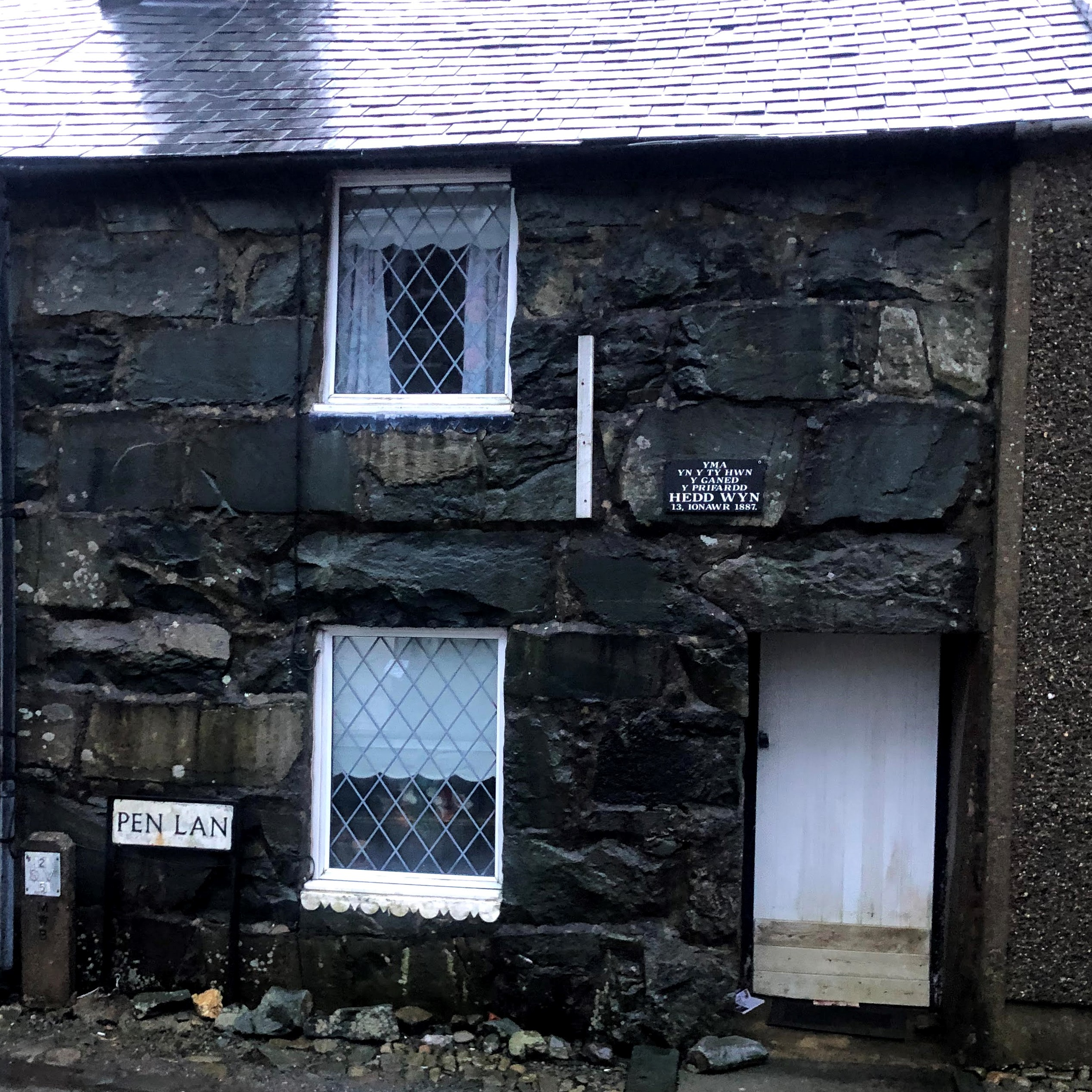
Родной дом поэта

Эванс родился в 1887 году, на ферме под Траусвинидом в Мерионетшире (северо-западный Уэльс). Детство он провёл там же, помогая родителям по хозяйству. Позже он пытался отправиться на заработки в шахты Южного Уэльса, но, в конце концов, вернулся.
Эванс не получил глубокого образования, но при этом был очень талантливым поэтом. Первый раз он стал победителем местного культурного фестиваля-эйстедвода в 1907 году в городе Бала, расположенном неподалёку от Траусвинида. Со временем его поэтическое мастерство только совершенствовалось: он побеждал в местных эйстедводах в Лланивхллине, Пуллхели и (в 1915 году, уже после начала войны) Понтардаве, а в 1916 году он едва не стал победителем Национального эйстедвода, проходившего тогда в Аберистуите.
Когда началась Первая мировая война, Эванс отнюдь не горел желанием отправиться на фронт: в стихотворении Y Rhyfel («Война») слышится только горечь из-за того, что ему довелось жить в такие тяжкие времена. Тем не менее, игнорировать войну было нельзя, и Эванс пишет несколько элегических стихов в память тех жителей Траусвинида, что погибли на войне.
В 1916 году становится ясно, что призыва Эллису Хамфри не избежать: от службы освобождались те, кто должен был помогать в сельскохозяйственных работах, но на ферме Эвансов не было столько работы, чтобы занять всех многочисленных сыновей.
Эллис Хамфри Эванс был зачислен в полк Королевских уэльских стрелков, и после прохождения учёбы в Ливерпуле был отправлен на фронт, во Францию. Он писал брату:

Тяжёлая погода, тяжело на душе, тяжело на сердце. Не правда ли, неудобная троица? Я никогда не видел земли прекраснее, несмотря на павшее на неё проклятье. Деревья красивы, словно сны о древних королях.
15 июля 15-й батальон Королевских уэльских стрелков встал на позиции возле Ипрско-изерского канала, готовясь к атаке на Пашендейль. 31 июля, в ходе британского наступления на хребте Пилкем, Эллис Хамфри Эванс погиб. Вначале он был похоронен прямо на поле битвы, но позже его прах был перенесён на войсковое кладбище возле Бузинге.
Пока Эванс проходил учёбу в Ливерпуле, он получил недельный отпуск. Он отправился домой и написал большое стихотворение в размере аудл (валл. awdl) под названием Yr Arwr («Герой»), основанное на его впечатлениях от войны. Он едва успел послать его на конкурс Национального эйстедвода, проходившего в 1917 году в Биркенхеде.
Победитель Эйстедвода был объявлен 6 сентября 1917 года. Когда оказалось, что автор лучшего победившего стихотворения (а это и оказался Эванс) погиб, традиционный резной трон для «главного барда» (примечательно, что в том году трон был сделан беженцем из Бельгии в благодарность жителям Биркенхеда) был покрыт чёрной тканью, и поэты возложили на него свой энглин, восхваляющий лучшего из них. Позже трон был отправлен в родительский дом Эванса, где и хранится до сих пор.
В 1918 году было издано собрание сочинений Эванса, названное Cerddi'r bugail («Песни пастуха»). В 1923 году в Траусвиниде был открыт памятник, созданный на собранные от продажи тиража деньги. В церемонии принимала участие мать поэта.
На постаменте памятника помещены слова из стихотворения самого Эванса, посвящённого погибшему на фронте товарищу:
Ei arberth nid a heibio — ei wyneb

Annwyl nid a’n ango

Er i’r Almaen ystaenio

Ei dwrn dur yn ei waed o

Его жертва не исчезнет; его лицо

Дорогое мы не забудем,

Хотя тевтон и запятнал

Его кровью свой железный кулак

После войны в Комиссию по воинским захоронениям было прошение, чтобы на могиле Эванса была выбита надпись «Y Prifardd Hedd Wyn» («Главный бард Хед Вин»). Оно было удовлетворено. В 75-ю годовщину смерти Эванса в Бельгии, недалеко от того места, где он погиб, была открыта памятная доска. Крест с первого, временного захоронения был перевезён в Уэльс и теперь хранится в траусвинидской школе, которая называется Ysgol Hedd Wyn, «Школа Хеда Вина».
В 1992 году Пол Тёрнер снял фильм на валлийском языке «Hedd Wyn», основанный на биографии поэта. Картина была кандидатом на премию «Оскар» в номинации «Лучший фильм на иностранном языке».